# Don Daglow

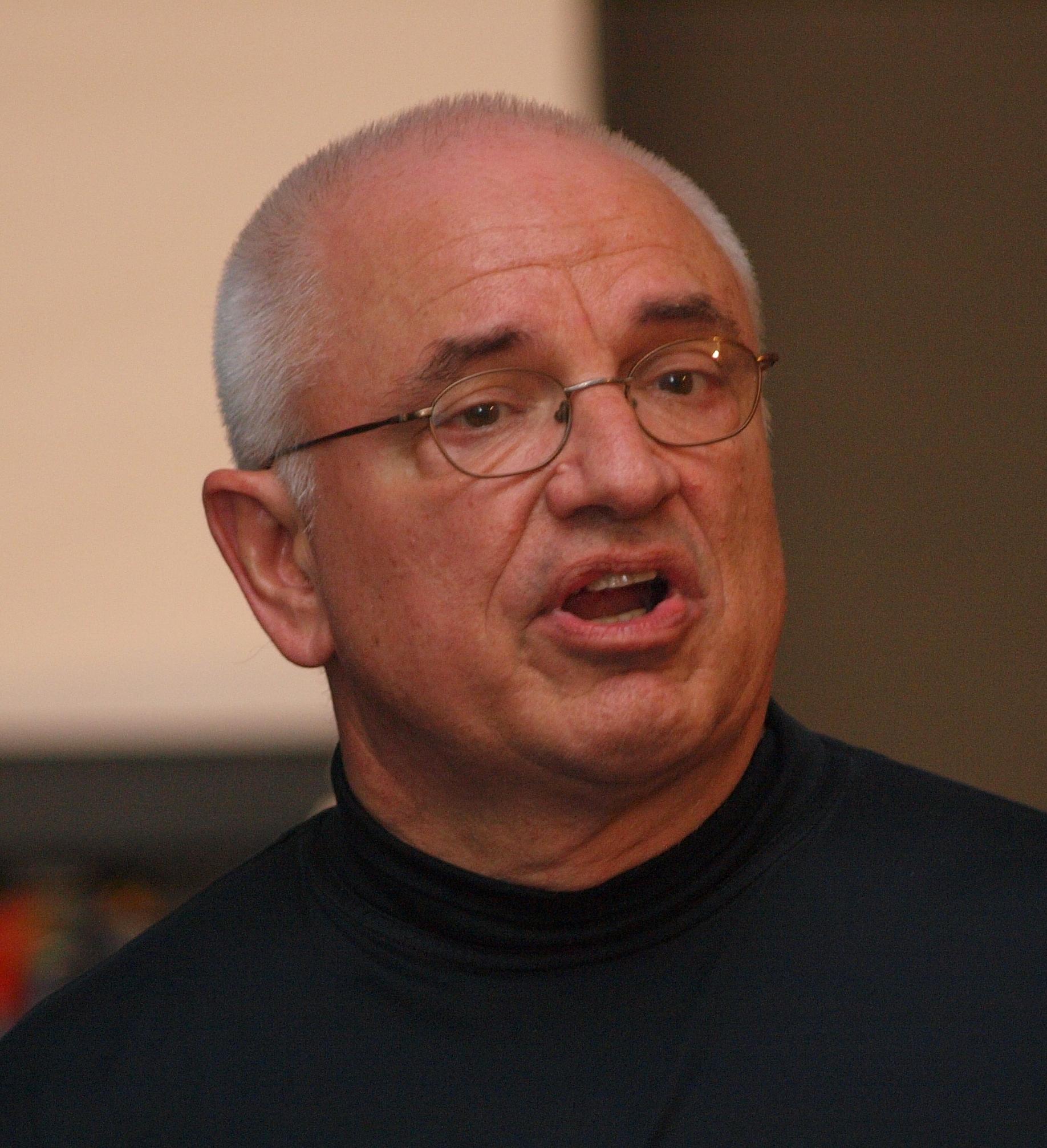
Don Daglow auf der GDC 2010

Don Landers Daglow (* 12. September 1952 in San Francisco, Kalifornien) ist ein US-amerikanischer Entwickler und Produzent von Computerspielen. Er zählt zu den langjährigen Pionieren der Spielebranche, beginnend mit der Entwicklung für Großrechner bis zur siebten Konsolengeneration.

## Biografie
Don Daglow besuchte die San Rafael High School in San Rafael (Kalifornien). Von 1970 bis 1974 studierte er englisches Drama am Pomona College in Claremont (Kalifornien), das er mit einem Bachelor abschloss. Weiterhin erwarb er von 1974 bis 1976 einen Master of Education der Claremont Graduate University und arbeitete anschließend vier Jahre als Übungsleiter.
Bereits 1971 begann er, sich mit der Entwicklung von Computerspielen zu beschäftigen. 1975/76 entwickelte Daglow für den Großrechner PDP-10 das Rollenspiel Dungeon, das neben dnd als eines der ersten durch das Rollenspiel-Regelwerk Dungeons & Dragons beeinflussten Computerspiele und eines der ersten Computer-Rollenspiele überhaupt gilt. Im Verlauf seiner Karriere kehrte Daglow mehrfach zu dieser Lizenz zurück und entwickelte bislang sechs lizenzierte Spiele. Weitere Entwicklungen während seiner Hochschulzeit waren ein Script-Spiel auf Grundlage von Star Trek.
1980 erhielt Daglow beim Spielwarenhersteller Mattel eine Anstellung als Programmierer für die hauseigene Spielkonsole Intellivision. Dort entwickelte er unter anderem Utopia (1981), das ein großer kommerzieller Erfolg wurde und als das erste Simulationsspiel bzw. die erste Göttersimulation gilt. Gegen Ende seiner dreijährigen Tätigkeit war Daglow zum Director der Spieleentwicklung aufgestiegen. Während des sogenannten Video Game Crashs im Jahr 1983 wurde Daglow von Trip Hawkins als Produzent für den Spielepublisher Electronic Arts angeworben. 1987 wechselte er für ein Jahr als Executive Publisher der Abteilung Entertainment & Education zu Brøderbund.
1988 gründete Daglow schließlich sein eigenes Unternehmen Beyond Software, das 1991 wegen Namensgleichheit zu einer anderen Firma in Stormfront Studios umfirmierte und von Daglow als President und CEO geleitet wurde. Stormfront entwickelte mit Neverwinter Nights (1991) das erste grafische MMORPG und mit Stronghold (1993) das erste Echtzeit-Strategiespiel in 3D-Optik. Am 1. April 2008 wurde bekannt, dass das Unternehmen in Ermangelung von Aufträgen den Geschäftsbetrieb eingestellt habe.
Daglow wurde neben seiner Tätigkeit als Entwickler auch durch zahlreiche Vorträge auf Branchenveranstaltungen wie der Game Developers Conference und seine Mitwirkung in diversen Branchenorganisationen bekannt. Von 2003 bis 2011 war er Mitglied des Board of Directors der Academy of Interactive Arts & Sciences, seit 2011 ist er President der dahinter stehenden Academy of Interactive Arts & Sciences Foundation. In der Rezeption wurden die Bezeichnungen „Konsolenkrieg“ und Video Game Crash zumeist auf Daglow zurückgeführt. Weiterhin wird ihm häufig auch die Prägung des Begriffs Next Gen als Terminus für eine neue, kommende Konsolengeneration nachgesagt, was von Daglow selbst jedoch abgestritten wird.

## Ludografie (Auszug)
- Dungeon (1975/76)
- Utopia (1981)
- Adventure Construction Set (1985)
- Amnesia (1986)
- Tony La Russa's Ultimate Baseball (1991)
- Gateway to the Savage Frontier (1991)
- Neverwinter Nights (1991)
- Treasures of the Savage Frontier (1992)
- Stronghold (1993)
- Madden NFL '97 (1996)
- Pool of Radiance: Ruins of Myth Drannor (2001)
- Der Herr der Ringe: Die zwei Türme (2002)
- Forgotten Realms: Demon Stone (2004)
- Die Geheimnisse der Spiderwicks (2008)

## Auszeichnungen
- 1993–1995: Inc. 500, jährliche Toplist der am schnellsten wachsenden privaten US-Unternehmen des Magazins Inc.
- 2003: Classic Gaming Expo Award für „grundlegende Erfolge, die die Computerspielindustrie prägten“[7]
- 2003: Academy of Interactive Arts & Sciences: Award for Outstanding Achievement in Visual Engineering (Der Herr der Ringe: Die zwei Türme)[8]
- 2008: National Academy of Television Arts & Sciences: Emmy Technology Award für die Erschaffung des ersten grafischen Online-Rollenspiels (Neverwinter Nights)[9]